# Santa Ana de Guerrero
Santa Ana de Guerrero es una localidad del estado mexicano de Michoacán. Es parte del municipio de Juárez. Fue fundada el 29 de julio de 1909.

## Toponimia
El nombre «Santa Ana» hace referencia a la santa patrona de la localidad: Santa Ana de Nazaret. El nombre «Guerrero» rinde homenaje a Vicente Guerrero, héroe de la Independencia de México.

## Demografía
| Gráfica de evolución demográfica |
|                                  |

| Censo | Población |
| ----- | --------- |
| 1910  | 18        |
| 1921  | 70        |
| 1930  | 59        |
| 1940  | 212       |
| 1950  | 306       |
| 1960  | 296       |
| 1970  | 344       |
| 1980  | 375       |
| 1990  | 667       |
| 2000  | 899       |
| 2010  | 1158      |
| 2020  | 1313      |